# Secchi (cratera marciana)
Secchi é uma cratera de impacto no quadrângulo de Hellas, em Marte. Ela se localiza a 58.3º latitude sul e 258.1° longitude oeste, possui 234 km de diâmetro e recebeu este nome em honra a Angelo Secchi (1818–1878), um astrônomo italiano.

## Rastros de redemoinho
Muitas regiões de Marte, como a cratera Secchi, experimentam a passagem de redemoinhos gigantes. Uma fina cobertura de poeira clara cobre a maior parte da superfície de Marte. Com a passagem de um redemoinho essa cobertura é soprada expondo a camada escura à superfície. Estes redemoinhos têm sido avistados desde o solo até a órbita. Eles até mesmo limparam a poeira dos painéis solares dos dois rovers em Marte, desse modo prolongando suas vidas úteis.  Os rovers gêmeos foram desenvolvidos para durar três meses, mas eles têm durado cinco anos e ainda estão em atividade. Foi observado que o padrão ds riscas muda a cada poucos meses.